# Лонгфорд (Канзас)
Лонгфорд (англ. Longford) — місто (англ. city) в США, в окрузі Клей штату Канзас. Населення — 73 особи (2020).

## Географія
Лонгфорд розташований за координатами 39°10′20″ пн. ш. 97°19′45″ зх. д. / 39.17222° пн. ш. 97.32917° зх. д. (39.172186, -97.329062).  За даними Бюро перепису населення США в 2010 році місто мало площу 0,39 км², уся площа — суходіл.

## Демографія
Згідно з переписом 2010 року, у місті мешкало 79 осіб у 34 домогосподарствах у складі 17 родин. Густота населення становила 203 особи/км².  Було 49 помешкань (126/км²).
Расовий склад населення:
| - 97,5 % — білих - 1,3 % — корінних американців |

До двох чи більше рас належало 1,3 %. Частка іспаномовних становила 6,3 % від усіх жителів.
За віковим діапазоном населення розподілялося таким чином: 32,9 % — особи молодші 18 років, 51,9 % — особи у віці 18—64 років, 15,2 % — особи у віці 65 років та старші. Медіана віку мешканця становила 39,5 року. На 100 осіб жіночої статі у місті припадало 97,5 чоловіків;  на 100 жінок у віці від 18 років та старших — 112,0 чоловіків також старших 18 років.
За межею бідності перебувало 0,5 % осіб, у тому числі 0,0 % дітей у віці до 18 років та 0,0 % осіб у віці 65 років та старших.
Цивільне працевлаштоване населення становило 182 особи. Основні галузі зайнятості: роздрібна торгівля — 53,8 %, виробництво — 23,6 %, освіта, охорона здоров'я та соціальна допомога — 13,2 %, сільське господарство, лісництво, риболовля — 3,8 %.